# 佐藤仁 (中国哲学者)
佐藤 仁（さとう ひとし、1927年11月23日 - 2020年10月1日）は、日本の中国哲学者、広島大学名誉教授。専門は朱子。

## 略歴
大分県生まれ。1953年九州大学文学部中国哲学科卒、久留米工業高等専門学校助教授、1970年九州大学教養部助教授、広島大学文学部助教授をへて、教授。91年定年退官、名誉教授。

## 著書
- 『朱子行状』明徳出版社(中国古典新書)　1969
- 『中国の人と思想 8　朱子 老い易く学成り難し』集英社 1985
- 『宋代の春秋学 宋代士大夫の思考世界』研文出版 2007

### 共編
- 『幕末維新朱王学者書翰集 巻1』岡田武彦共編 岡田武彦 1962
- 『朱子語類自第1巻至第13巻語句索引』編 釆華書林 1975
- 陳淳『朱子学の基本用語 北渓字義訳解』訳・解題 研文出版 1996